# 高美芳
高美芳（1959年4月24日—），又名王知蘭、王蘭、高王蘭，人稱愣嫂，綽號女王蜂，台灣女藝人、黑道人物、前女性幫派竹聯幫虎堂虎鳳隊首腦。

## 生平
出生台北市松山區婦聯四村，家中排名第六，幼時被自小由高姓人家收養，取名「高美芳」，長大後才知道本姓王，自己取名「王知蘭」，對外便以「王蘭」自稱。曾考上世界新專（今世新大學），因家人反對，遂進入耕莘護校，但怕見血和沒興趣，二年級休學，開過酒店、做過業務。有詐欺、侵占前科。
2002年成立竹聯幫虎堂虎鳳隊，活動於西門町，吸引中輟女學生、偏差少女入幫。成立之初，有人請虎鳳隊向一家工程公司討債，二、三十位少女來到公司門口拉白布、撒冥紙。讓虎鳳隊名震江湖的行動，是竹聯幫大老周榕母親的公祭場合上，王蘭派出二三十名十七八歲靚麗妖冶的少女，一式黑裙露背洋裝，一字排開高舉「竹氏王蘭企業虎鳳隊」的牌子，風頭無人能及。
2003年底因治平專案掃黑而入獄83天，警察表示他們逮捕王蘭，瓦解她的虎鳳隊和她丈夫朱家訓的虎堂，是希望她能從宿命中醒悟，不再複製此輪迴。之後有偏差少女組織幫派，將王蘭她當偶像。王蘭有點驚訝表示她以前帶人時都禁毒反偷，大姊頭不好當，「我是付出多少，才有現在的江湖地位！」 ，並以鄭重的口氣說：「青少年崇拜偶像，就應該要學習偶像好的一面。」也鼓勵青少年要多讀書，「就算做兄弟，也要做肚子有料的兄弟！」 
2004年，三一九槍擊事件，王蘭參與抗議扁政府的街頭遊行，導致與朱家訓感情生變。朱家訓說：「我說女人不要管國家的事，不要管那麼多，好好在家煮飯就可以了，她不信這個嘛！」
2005年，成為地下樂團的主唱。同年，2005年中國國民黨和平之旅，身為中華大同盟發言人的王蘭表示要消滅所有台獨份子，並與新黨、愛國同心會保護連戰在機場順利出境。
2006年9月自稱由黑道轉為藝人，進入台灣演藝界，為此進行六次整形計劃，花費約六十四萬元。同年支持百萬人民倒扁運動。
太陽花學運時，與張安樂在4月13日現身中正紀念堂自由廣場，支持白色正義社會聯盟。

## 家庭
親兄長為松聯幫前幫主、綽號「小豹」的王知強。
結過5次婚。24歲第1次婚姻，丈夫為上班族，26歲離婚，生有1子；28歲第2次婚姻，丈夫為商人，30歲離婚，生有1女；33歲第3次婚姻，丈夫為上班族，35歲離婚；38歲第4次婚，丈夫為竹聯幫虎堂堂主、綽號「愣子」的朱家訓，生有1子，45歲離婚；49歲5次婚姻，丈夫為設計師，50歲離婚。

## 作品
轉型為藝人有以下作品
。

### 電影
- 《地下秩序》
- 《彈簧床先生》

### 電視劇
- 《藍色水玲瓏》 神手按摩師 飾 酒店媽媽桑
- 《美味滿樓》

### 著作
- 《兄弟正名》

## 外部連結
- 王蘭臉書